# Världsturismorganisationen
Världsturismorganisationen (förkortning: UNWTO – tidigare WTO – av det engelska namnet United Nations World Tourism Organization) är en mellanstatlig organisation för främjande av turism med högkvarter i Madrid. 
Organisationen bildades på initiativ av Förenta nationerna efter det internationella turismåret 1967 som följdes upp med en konferens om turism i Sofia i Bulgarien 1969. Året därefter antogs organisationens stadga, och den trädde i kraft 1975 då den ratificerades av 51 länder. 
Organisationen var inte ursprungligen ett fackorgan inom FN, men 1977 upprättades ett avtal mellan UNWTO och FN. Numera är det ett av Ekonomiska och sociala rådets organ.